# بنبباتة
بَنبِبَاتة أو بَنبِبَاتو أو (البان بيباتو-Pan Pepato) (بالإيطالية: Pampepato-خبز بالفلفل)‏ (بالإنجليزية: Panpepato)‏ كعكة دائرية حلوة نمطية في مقاطعة فرارة وسِيَيْنة وجنوب أُمبِرية وشمال لتسية. بَنبِبَاتة هو نوع من البنفُرتة.  تُصنع وفقًا للوصفات التقليدية من مكونات مختلفة تتضمن الفواكه والمكسرات  مثل اللوز والبندق وجوز الصنوبر والجوز والفلفل والقرفة  وجوزة الطيب وبَرش البرتقال والليمون المخلوط ومع أو بغير كاكاو أو عسل أو دقيق أو عنب مطبوخ. ثم تُخبز الكعكة في فرن (يفضل فرن خشب). بعد الخبز تُغطى بطبقة من الشكلاطة.  يؤكل عادة خلال عطلة عيد الميلاد.